# Comuna Krasne, Huseatîn
Krasne (în ucraineană Красне) este o comună în raionul Huseatîn, regiunea Ternopil, Ucraina, formată din satele Kozîna, Krasne (reședința) și Stavkî.

## Demografie
Componența lingvistică a comunei Krasne
     Ucraineană (99,69%)
     Alte limbi (0,31%)
Conform recensământului din 2001, majoritatea populației comunei Krasne era vorbitoare de ucraineană (99,69%), existând în minoritate și vorbitori de alte limbi.